# Wallowa (Oregon)
Wallowa – miasto w Stanach Zjednoczonych, w stanie Oregon, w hrabstwie Wallowa.